# Ayumi Ishida (aktorka)
Ayumi Ishida (jap. いしだ あゆみ, ur. 26 marca 1948 w Sasebo, zm. 11 marca 2025 w Tokio) – japońska aktorka i piosenkarka.

## Życiorys
W roku 1987, za rolę w filmie Kataku no hito, zdobyła Ryuu Masayuki, nagrodę Japońskiej Akademii Filmowej, oraz Błękitna Wstęgę, nagrodę Stowarzyszenia Krytyków Filmowych z Tokio, w kategorii najlepsza aktorka. Ponadto do Ryuu Masayuki była trzykrotnie nominowana w kategorii najlepsza aktorka: dwa razy w roku 1983 - za rolę w filmie Otoko wa tsurai yo: Torajiro ajisai no koi oraz za rolę w Yaju-deka, i w 1997 za Gakko II, a także dwukrotnie w kategorii najlepsza aktorka drugoplanowa, w 1978 za film Seishun no mon: Jiritsu hen, i w 1982 za Eki Station. W 1986 zdobyła nagrodę Filmową Hochi, w kategorii najlepsza aktorka za filmy Tokei - Adieu l'hiver i Kataku no hito, którą otrzymała też w 1977 za Seishun no mon: Jiritsu hen. W 1987 za film Kataku no hito otrzymała także nagrodę Kinema Junpo Awards i Mainichi Film Concours, tę ostatnią również za Tokei - Adieu l'hiver. W 1983 zdobyła też nagrodę dla najlepszej aktorki na Festiwalu Filmowym w Jokohamie za swój występ w Yaju-deka. Jako piosenkarka nagrała kilkanaście płyt.

## Filmografia
- 1965 Warera rettôsei jako Michiko Tanimura
- 1967 Taifû to zakuro jako Keiko Sakamoto
- 1973 Zagłada Japonii jako Abe Reiko
- 1977 Seishun no mon: Jiritsu hen jako Kaoru
- 1979 Tooi ashita jako Junko Baba
- 1979 Yami no karyudo jako Reiko Kuroita, żona Goro
- 1981 Eki Station jako Naoko Mikami
- 1982 Yaju-deka jako Keiko Yamane
- 1982 Otoko wa tsurai yo: Torajiro ajisai no koi jako Kagari
- 1983 Meiso chizu jako Setsuko Sotoura
- 1983 Tsumiki kuzushi jako Michie Honam
- 1985 Yasha jako Fuyuko
- 1986 Tokei - Adieu l'hiver
- 1986 Kataku no hito jako Yosoko Dan
- 1988 Another Way - D-Kikan Joho jako Keiko Kusaka
- 1996 Gakko II
- 1997 Nagareita shichinin jako Kinu Inamura
- 1997 XXL jako Fuyuko
- 1998 Puraido: Unmei no toki jako Katsuko Tojo
- 2003 Jesień w Warszawie jako Ritsu
- 2007 Hoshi hitotsu no yoru jako Yoshie Iwasak
- 2008 Homeless Chūgakusei jako Sumiko Nishimura
- 2009 Naku Monka jako Yasue Yamagishi
- 2011 Sayonara Bokutachi no Youchien jako Babcia
- 2014 Entaku jako Kamiko, babcia

## Seriale
- Ashura no gotoku paato II jako Takiko Takezawa
- Ashura no gotoku II jako Takiko, trzecia córka
- Kita no kuni kara jako Reiko Kuroita, żona Goro
- Algernon ni Hanataba o jako Hasumi Sachiyo
- Koibumi jako Tsuji Mikiko
- Asuka e, soshite mada minu ko e jako Kajida Ashiko
- Imo tako nankin jako Junko Yagisawa
- Sumairu jako Midori Machimura